# Eli Lilly
Eli Lilly (Baltimore, 8 de julio de 1838-Indianápolis, 6 de junio de 1898) fue un militar, químico, farmacéutico, industrial y empresario estadounidense. Es conocido por haber sido el fundador de la corporación farmacéutica Eli Lilly and Company. Se alistó en el Ejército de la Unión durante la Guerra de Secesión y reclutó a un grupo de hombres para formar una batería de artillería. Posteriormente fue ascendido a coronel y se le dio el mando de una unidad de caballería. Cerca del final de la guerra fue capturado y permaneció prisionero hasta que esta concluyó. Más tarde intentó controlar una plantación en Misisipi, pero fracasó y retomó su profesión de farmacéutico después de la muerte de su esposa. Volvió a casarse y trabajó en varias farmacias antes de la apertura de su propio negocio en 1876, con proyectos para fabricar medicinas y comercializarlas al por mayor.
Su empresa resultó exitosa y pronto consiguió bienestar económico, después de realizar numerosos avances en la fabricación de productos medicinales. Dos de los primeros adelantos que promovió fueron la creación de cápsulas de gelatina para contener medicamentos y la mezcla de medicinas líquidas con un saborizante frutal. Eli Lilly and Company fue una de las primeras firmas farmacéuticas de su clase, creando como parte de su organización un departamento de investigación e implementando numerosas medidas para garantizar la calidad.
Lilly utilizó su riqueza para comprometerse en numerosas causas filantrópicas. En 1890 cedió la dirección de la empresa a su hijo para poder dedicarse a sus actividades de caridad y de progreso cívico como actividad principal. Ayudó a fundar la organización que se convertiría en la Cámara de Comercio de Indianápolis, fue el patrocinador principal de la sucursal de Indiana de la Charity Organization Society y financió personalmente la creación del hospital para niños de la ciudad, que después fue ampliado por el estado para convertirse en el James Whitcomb Riley Hospital for Children. Siguió participando activamente con muchas organizaciones hasta su muerte a causa del cáncer en 1898.
Fue defensor de la regulación federal de la industria farmacéutica y muchas de las reformas que sugirió fueron promulgadas como ley en 1906, causando la creación de la Food and Drug Administration (FDA). También estuvo entre los pioneros del concepto de prescripción y ayudó a establecer el criterio, que más tarde se volvería la práctica común, de solo vender medicinas adictivas o peligrosas a quien primero hubiera consultado a un médico. La empresa que fundó se ha convertido desde entonces en una de las corporaciones farmacéuticas más grandes y más influyentes del mundo, así como la corporación más grande de Indiana. Con el patrimonio que generó, su hijo y nietos crearon la fundación Lilly Endowment para continuar con su herencia filantrópica. La fundación es considerada uno de los benefactores más grandes del mundo, en términos de activos y donaciones.

## Primeros años

### Familia y antecedentes
Nació en Baltimore, Maryland, el 8 de julio de 1838, hijo de Gustavo y Esther Lilly. Su familia era de ascendencia sueca y se había trasladado a los Países Bajos franceses, antes de que sus bisabuelos emigraran a Maryland en 1789. La familia se mudó a Kentucky, donde Eli fue matriculado en la escuela pública, y después se mudaron a Indiana en 1852, donde fue adiestrado en el oficio de impresor. Creció en un hogar metodista en medio de una familia prohibicionista y que estaba en contra de la esclavitud. De hecho las creencias familiares fueron parte de la motivación para trasladarse a Indiana. Fueron miembros del Partido Demócrata durante sus primeros años, pero se hicieron republicanos durante los años previos a la Guerra de Secesión.
Eli se interesó en las sustancias químicas a una temprana edad. Durante un viaje, mientras estaba de visita con sus tíos lo llevaron a conocer a un boticario, ahí fue testigo por primera vez de la creación de medicinas. En 1854, realizó un entrenamiento para convertirse en químico y farmacéutico con Henry Lawrence en The Good Samaritan Drug Store de Lafayette. Además de enseñarle a mezclar sustancias químicas, Lawrence le enseñó cómo manejar fondos y operar un negocio. Sus padres lo matricularon en el curso de farmacología en la Universidad DePauw, entonces conocida como la Universidad Indiana Asbury, y terminó la carrera dos años después. En 1859, tomó un empleo en Perkin's and Coon's Pharmacy en Indianápolis y conoció a Emily Lemen, la hija de un comerciante local, con quien se casó en 1860. La pareja regresó a Greencastle, donde Lilly abrió su propia farmacia en 1861.

### Guerra de Secesión

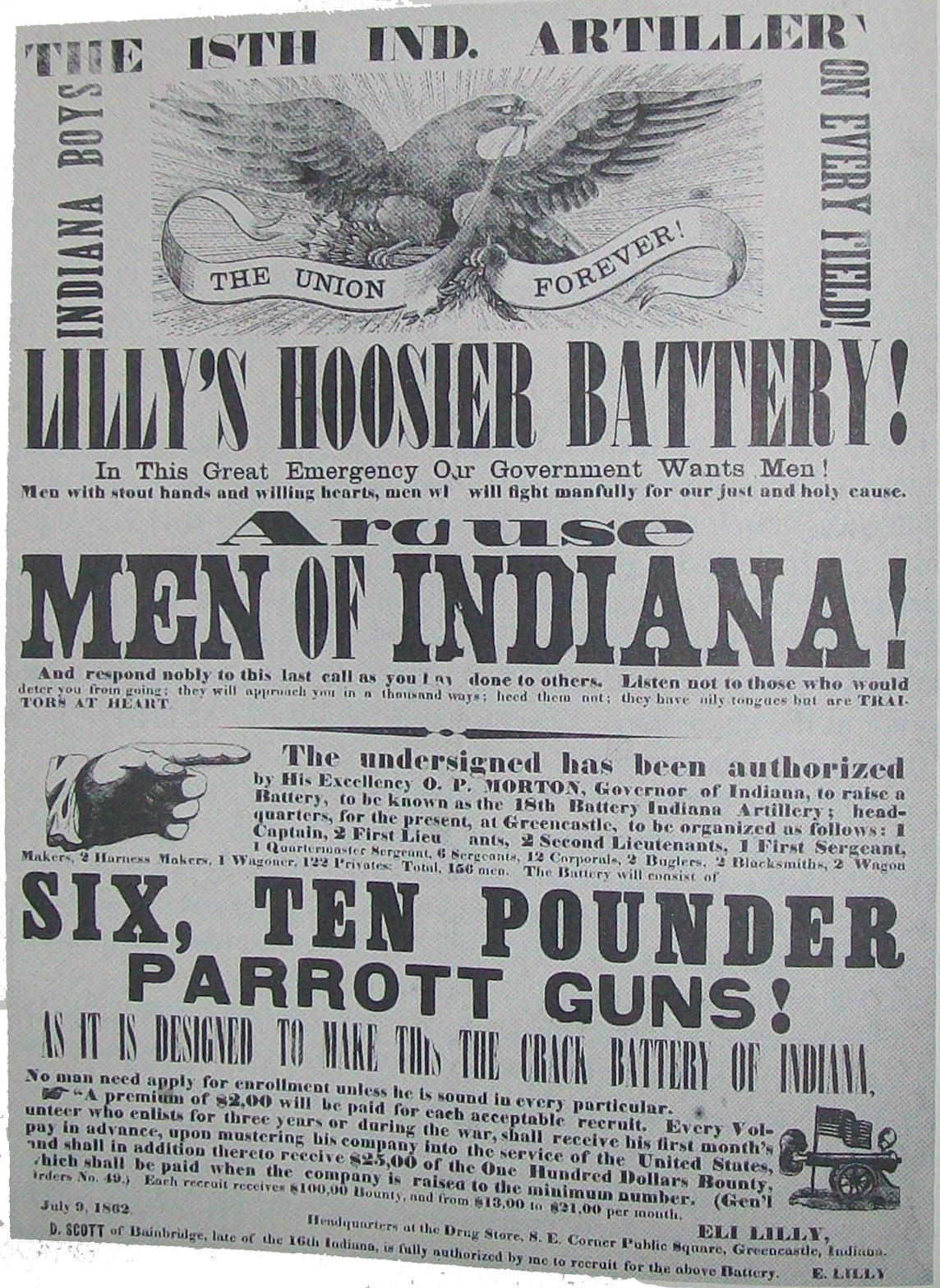
Uno de los carteles de reclutamiento de Eli Lilly.

Lilly se alistó en el Ejército de la Unión al principio de la guerra civil estadounidense y su primer hijo, Josiah, nació en 1861, mientras él se encontraba ausente. Se dedicó activamente a reclutar entre sus compañeros de clase, amigos, comerciantes locales y agricultores, pidiéndoles unírsele en la formación de una unidad. Creó unos carteles de reclutamiento y los colocó por los alrededores de Indianápolis, con la promesa de formar «la Batería de Indiana». Su unidad, la 18.ª Batería de Artillería Ligera de Indiana, era conocida como «Lilly Battery» y consistía en seis cañones Parrott de diez libras y 150 hombres. Fue asignada en 1862 a la Brigada Relámpago, comandada por el coronel John T. Wilder, y Lilly fue elegido para servir como oficial al mando de su batería de agosto al invierno de 1863, cuando su alistamiento de tres años expiró. Su única experiencia militar previa había sido en la Legión de Indiana, en Lafayette, y algunos de sus artilleros le creían demasiado joven e inmoderado para mandar. A pesar de su inexperiencia inicial, se convirtió en un competente oficial de artillería y su batería contribuyó decisivamente en algunas batallas importantes. Vio acción por primera vez en la Batalla de Hoover Gap en 1863 y posteriormente en la Segunda Batalla de Chattanooga y la Batalla de Chickamauga.
Cuando el plazo de su alistamiento llegó a su fin, se alistó de nuevo y fue ascendido a Comandante de Caballería al mando del 9.º Regimiento de Caballería de Indiana. El general Nathan B. Forrest lo capturó durante una misión en Alabama en diciembre de 1864 y permaneció en un campo confederado de prisioneros hasta el final de la guerra en la primavera de 1865, cuando fue puesto en libertad condicional y devuelto a casa. Antes de dejar el ejército le concedieron el rango honorario de coronel. Tiempo después adquirió un atlas en el que marcó sus movimientos durante la guerra y la ubicación de batallas y escaramuzas. A menudo usaba el atlas mientras contaba historias de guerra. El título de «coronel» permaneció con él para el resto de su vida e incluso sus amigos y familiares lo usaban como un apodo. Actuó como presidente del Grand Army of the Republic, una hermandad de veteranos de la Guerra de Secesión, en 1893. Durante el periodo de su función ayudó a organizar un evento que atrajo a decenas de miles de veteranos de guerra, incluyendo a la batería de Lilly, que se dieron cita en Indianápolis para una reunión y un gran desfile.

### Negocios y empresas
Después de la guerra, Eli intentó iniciar una nueva empresa y compró una plantación de algodón de 490 hectáreas en Misisipi. Al poco tiempo de mudarse a su nueva casa, la familia entera cayó enferma de malaria, enfermedad común en la región en aquel tiempo. Aunque Lilly y su hijo se recuperaron, su esposa Emily murió el 20 de agosto de 1866. En ese momento estaba embarazada de ocho meses de su segundo hijo y no pudo hacerse nada por salvar al niño. La muerte de su esposa lo dejó devastado y escribió a su familia: «me cuesta decirles como esto me fulmina [...] es una amarga, amarga verdad [...] Emily está muerta». Al principio fue enterrada en terrenos de la plantación, pero más tarde ese año su cuerpo fue exhumado y trasladado a Indiana, para ser enterrada de nuevo. El regreso de Lilly a Indiana, después de la muerte de su esposa, causó que la plantación cayera en mal estado y se perdiera la cosecha. Su socio fue incapaz de mantenerla debido a la sequía y finalmente desapareció con el dinero restante del negocio, forzándolo a declararse en bancarrota en 1868. Mientras él trabajaba para resolver la situación, envió a su hijo Josiah a vivir con sus abuelos paternos en Greencastle. Volvió a casarse en 1869, esta vez con Maria Cinthia Sloan, y comenzó a trabajar para Pattison, Moore & Talbott, una empresa mayorista de medicamentos. El negocio fue comprado por la H. Daly and Company durante el tiempo que Lilly trabajó allí.
Dejó Indiana en 1869 y junto a un socio abrió una exitosa farmacia en Paris, Illinois, Binford and Lilly. Poco tiempo después llevó a su hijo con él. El negocio resultó próspero y le permitió ahorrar dinero, pero Lilly estaba más interesado en la fabricación de medicinas que en continuar con la farmacia; con esta convicción formuló el plan de crear su propia empresa mayorista de medicamentos. Disolvió la sociedad y volvió a Indianápolis en 1873, donde abrió una farmacia con un nuevo socio, Johnson and Lilly. Tres años más tarde se desvinculó del negoció; su parte del activo ascendía a varias piezas de equipo, unos galones de sustancias químicas puras y una pequeña cantidad de dinero. Previamente se había acercado a un amigo de la familia, Augusto Keifer, para crear una nueva sociedad. Keifer y dos farmacias asociadas estuvieron de acuerdo en comprar todas las medicinas producidas por Lilly a un precio más bajo del que pagaban habitualmente. El 10 de mayo de 1876 abrió un laboratorio para fabricar medicinas y el letrero para el negocio decía «Eli Lilly, Químico».

## Vida posterior

### Eli Lilly and Company

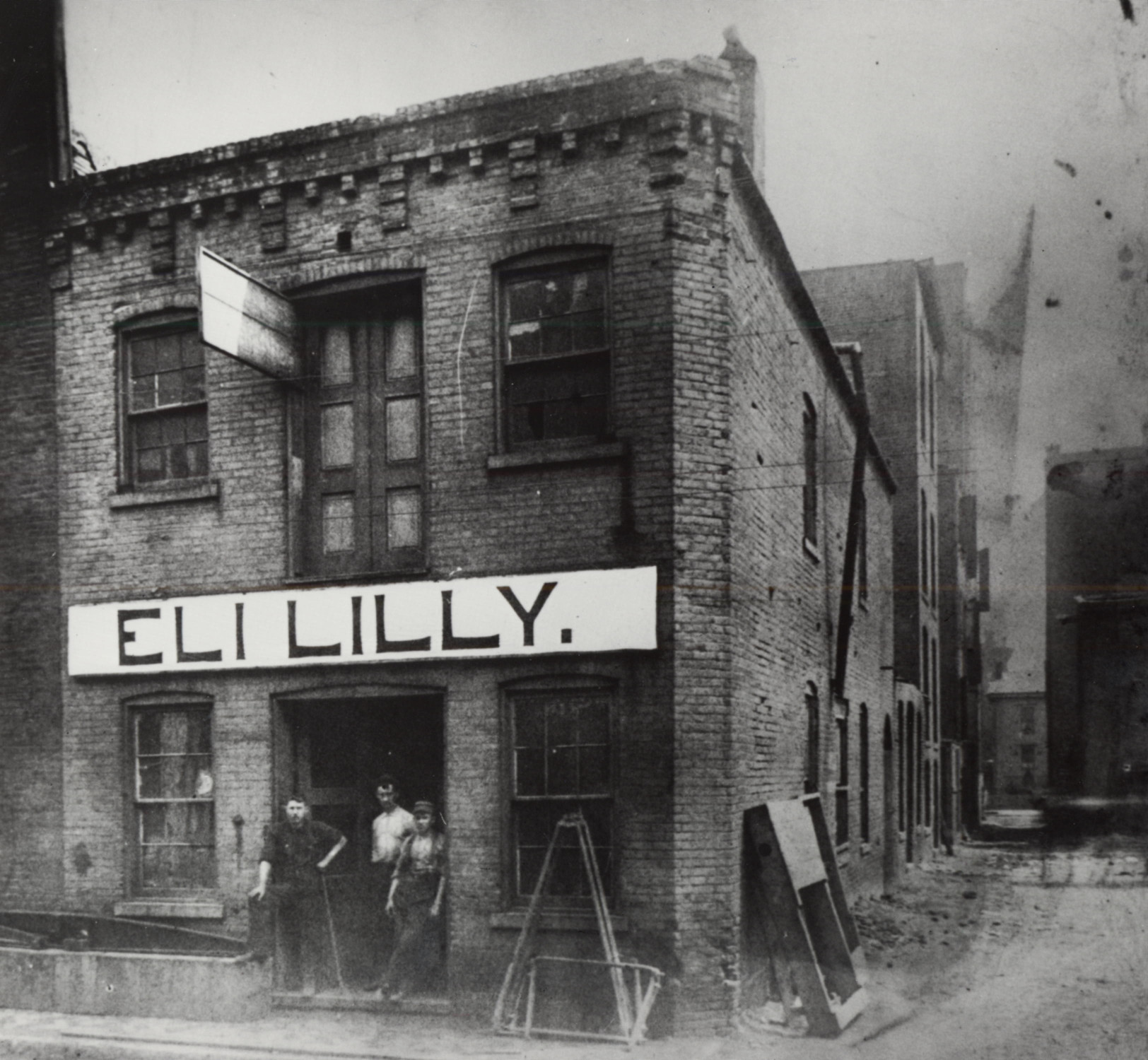
Una foto del primer edificio del laboratorio de Lilly. Eli Lilly y su hijo Josiah están del lado derecho de la puerta.

La empresa de fabricación de medicamentos comenzó con tres empleados, que incluían a su hijo Josiah de 14 años —que había dejado la escuela para trabajar con su padre—, y tenía 1400 dólares —el equivalente a 27 921 dólares en 2009— en capital de trabajo. Su primera innovación fue una cubierta de gelatina para píldoras y cápsulas, después le siguieron la inclusión de un saborizante frutal para medicinas líquidas y una cubierta azucarada para píldoras, haciendo las medicinas más fáciles de tomar. Debido a su experiencia con las medicinas de baja calidad usadas en la Guerra de Secesión, se comprometió a producir únicamente medicamentos de prescripción de alta calidad, en contraste con las comunes y a menudo ineficaces medicinas de patente de aquella época. Uno de los primeros medicamentos que fabricó fue la quinina, que se usaba para tratar la malaria y resultó un gran éxito en ventas. Sus productos se ganaron una buena reputación en cuanto a calidad y se hicieron populares en la ciudad. En el primer año de su negocio las ventas alcanzaron 4470 dólares —el equivalente a 89 149 dólares en 2009— y hacia 1879 habían crecido a 48 000 dólares —el equivalente a 1 094 057 dólares en 2009—. Las ventas se expandieron rápidamente y comenzaron a adquirir clientes fuera de Indiana. Lilly contrató a su hermano James como su primer vendedor a jornada completa en 1878. Este y el equipo comercial que subsecuentemente desarrolló comercializaron los medicamentos de la empresa a escala nacional. Otros miembros de la familia también fueron empleados por la empresa en crecimiento, su primo Evan Lilly fue contratado como contador y sus nietos, Eli y Josiah, fueron contratados para hacer mandados y realizar otras tareas. Instituyó formalmente la empresa en 1881, llamándola Eli Lilly and Company. A finales de los años 1880, Eli Lilly era uno de los principales hombres de negocios del área de Indianápolis, con más de cien empleados y 200 000 dólares —el equivalente a 4 727 407 dólares en 2009— en ventas anuales.

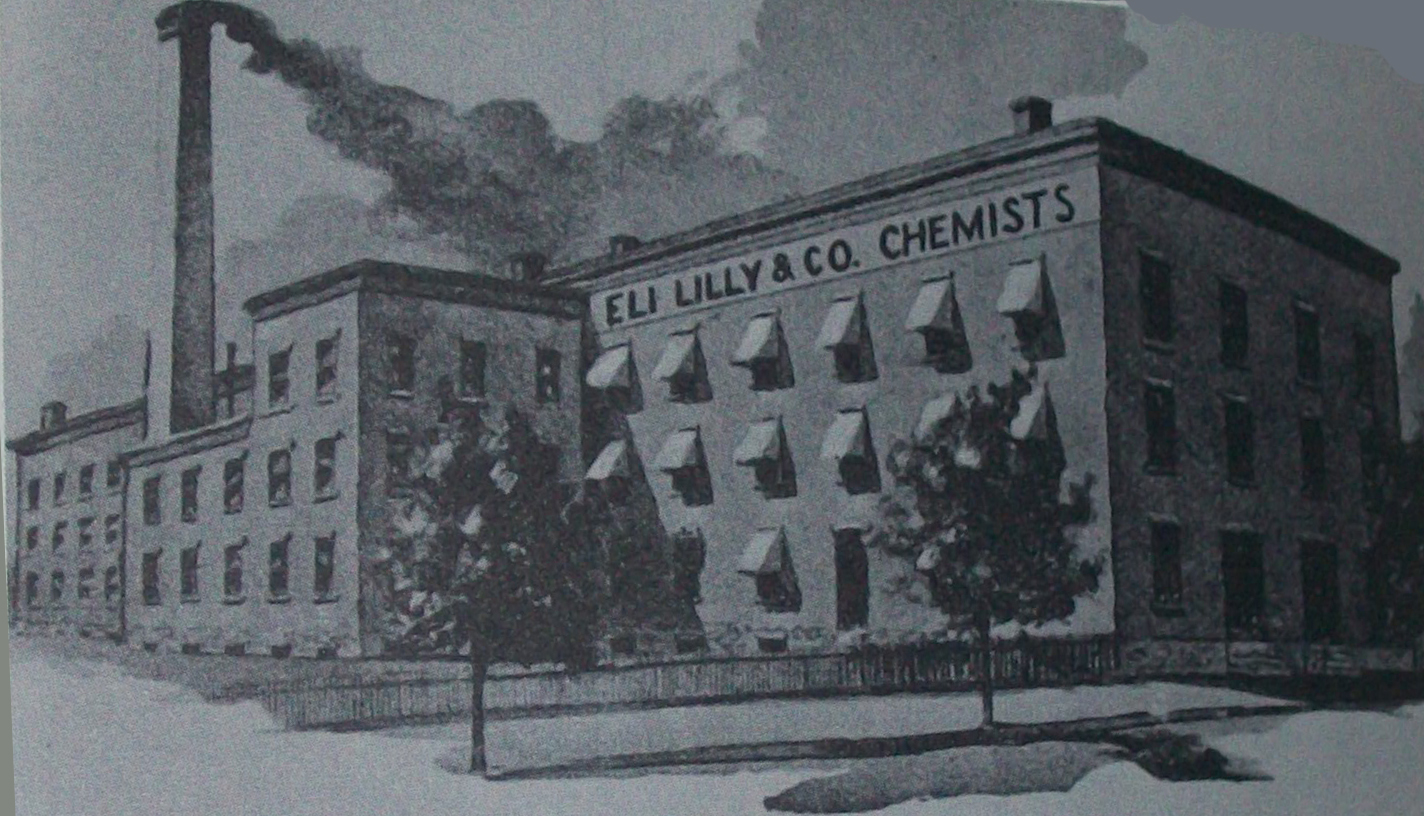
Un dibujo para la prensa de 1886 de la planta de Lilly en McCarty Street.

Para acomodar su negocio en crecimiento adquirió instalaciones adicionales para investigación y producción. Compró un complejo de edificios en McCarty Street en el sur de Indianápolis; otros negocios se instalaron cerca y el área comenzó a desarrollarse como una de las principales secciones de negocios de la ciudad. Creyendo que sería una ventaja para su hijo adquirir mayores conocimientos técnicos, decidió enviarlo al Colegio de Farmacia de Filadelfia en 1880. Al regresar al negocio en 1882, Josiah fue nombrado superintendente del laboratorio. En 1890, Lilly dejó la dirección del negocio a Josiah, que controló la empresa durante varias décadas. Eli Lilly and Company prosperó a pesar de las tumultuosas condiciones económicas de los años 1890. En 1894, compraron una planta para ser usada solamente en la fabricación de cápsulas. La empresa desarrolló muchos avances tecnológicos, entre ellos se automatizó la creación de cápsulas. Durante los próximos años se crearon cada año decenas de millones de cápsulas y píldoras.
Aunque había muchas otras pequeñas empresas farmacéuticas en los Estados Unidos, Eli Lilly and Company se distinguió de las demás por tener personal dedicado a la investigación de forma permanente, por inventar técnicas superiores para la fabricación en serie de medicamentos y por su fuerte enfoque en la calidad. Al principio Eli Lilly era el único investigador de la empresa, pero como el negocio fue creciendo, creó un laboratorio y empleó personal para este departamento, dedicado a la creación de nuevos medicamentos, y contrató a su primer investigador en 1886. Los métodos del departamento de investigación estaban basados en los usados por Lilly, quien insistió en la garantía de calidad e instituyó mecanismos para asegurar que las medicinas producidas resultaran como era anunciado, con la combinación correcta de ingredientes y que cada píldora contuviera la dosificación exacta de medicamento. Era consciente de la naturaleza adictiva y peligrosa de algunas de sus medicinas y fue pionero en el concepto de prescripción, ayudando a crear lo que se volvería una práctica común: vender ese tipo de medicamentos solo a quien previamente hubiera consultado a un médico que determinara si era necesario su uso.

### Filantropía
Eli Lilly era millonario para la época de su retiro parcial del negocio. Había estado implicado en asuntos cívicos durante varios años y se volvió cada vez más filantrópico, concedía fondos a diversos grupos caritativos de la ciudad. En conjunto con un grupo de otros veinticinco hombres de negocios comenzó a patrocinar la Charity Organization Society —una organización de caridad— a finales de los años 1870 y pronto se convirtió en el principal patrocinador de la sucursal de Indiana. La sociedad fue la precursora del United Way of America y trabajó para organizar grupos caritativos bajo un mando central. Esto permitió a muchas organizaciones interactuar más fácilmente y ayudar mejor a la gente necesitada, coordinando sus esfuerzos e identificando las áreas con mayor necesidad.

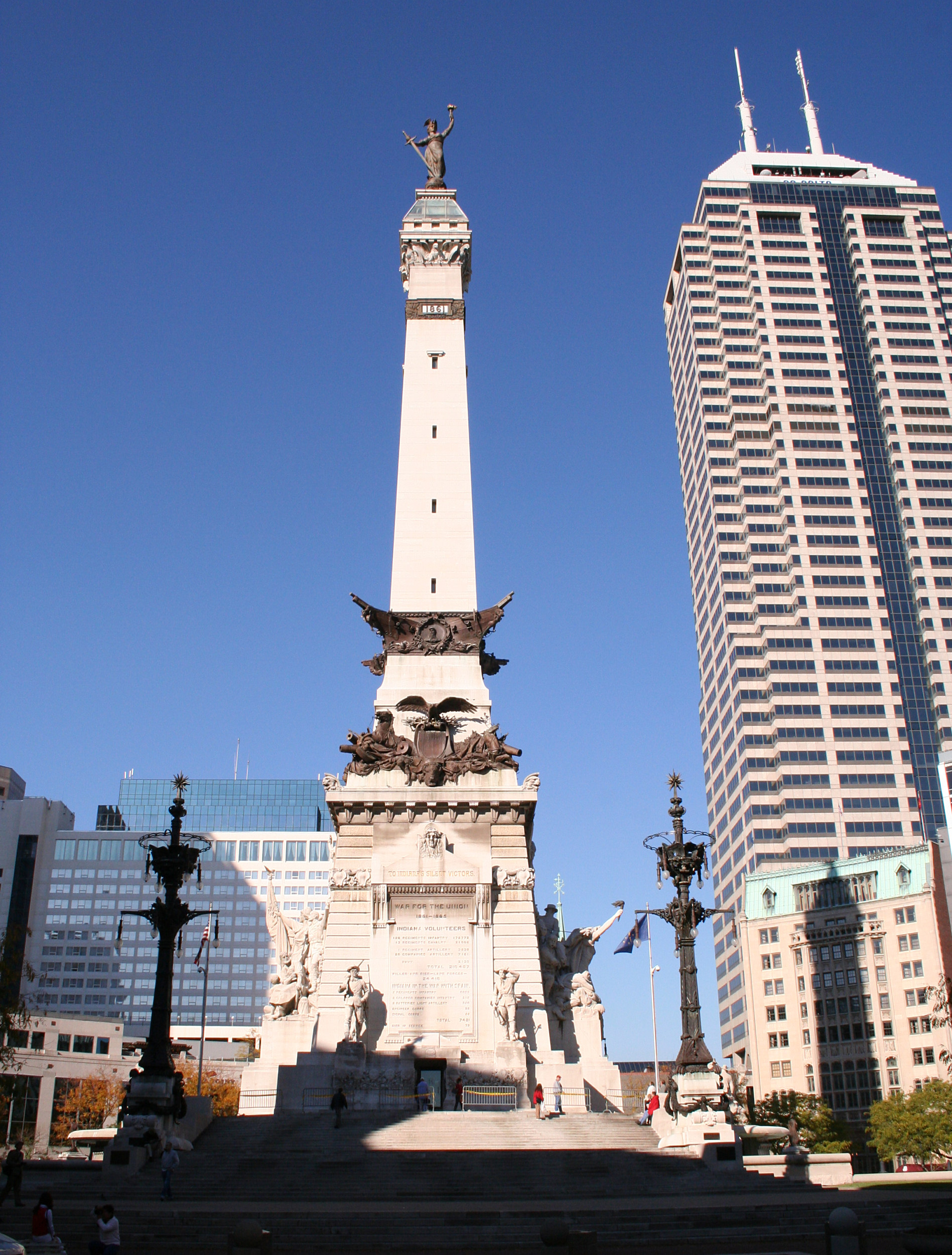
El Monumento a los Soldados y Marinos (Indianápolis). El Museo de la Guerra de Secesión Coronel Eli Lilly está en su interior.

Lilly deseaba impulsar el crecimiento económico y el desarrollo general en Indianápolis e intentó alcanzar esos objetivos brindando apoyo económico a organizaciones comerciales de la región y a través de su promoción y amparo personal. Sus primeros actos cívicos locales fueron en 1879. Como consecuencia de su propuesta de crear una empresa pública de abastecimiento de agua que pudiera satisfacer las necesidades de la ciudad se creó The Indianapolis Water Company. Fundó el Club del Comercio en 1890 y fue elegido como su primer presidente. El club fue el vehículo primario para lograr sus objetivos de desarrollo de la ciudad y fue el precursor de la Cámara de Comercio de Indianápolis. El grupo contribuyó decisivamente a la creación de numerosos avances, incluyendo calles pavimentadas, ferrocarriles urbanos elevados y un sistema de alcantarillado. Las empresas fueron creadas con inversiones públicas y privadas y manejadas a bajo costo; en la práctica pertenecían a los clientes de la empresa, que poco a poco fueron pagando a los inversores iniciales. El modelo fue seguido más tarde en la mayor parte del estado para proporcionar a la población agua y electricidad. El grupo también ayudó a financiar la creación de parques, monumentos y memoriales, atrayendo exitosamente la inversión de otros hombres de negocios y organizaciones para ampliar las industrias en crecimiento de la ciudad.
Después de que el «auge del gas» comenzó a expandirse por el estado en los años 1880, Lilly y su Club del Comercio abogaron por la creación de una empresa pública para bombear el gas natural de la tierra, que sería conducido a la ciudad por medio de tuberías desde el Campo Trenton y se proporcionaría a precio bajo a negocios y casas. El proyecto condujo a la creación del Consumer Gas Trust Company. La empresa proporcionaba combustible para calefacción a precios económicos, lo que hizo que la vida urbana fuera mucho más agradable. El gas se utilizó posteriormente para generar la electricidad que hizo funcionar la primera empresa de transporte público de la ciudad, un sistema de tranvías.
Durante el «Pánico de 1893», Lilly creó una comisión para ayudar a proporcionar alimento y refugio a la gente pobre que fue afectada desfavorablemente. Su trabajo lo condujo a donar personalmente los fondos suficientes para crear un hospital de niños en Indianápolis, que se encargaría de atender a muchos niños de familias que no tenían dinero para pagar la asistencia médica de rutina.

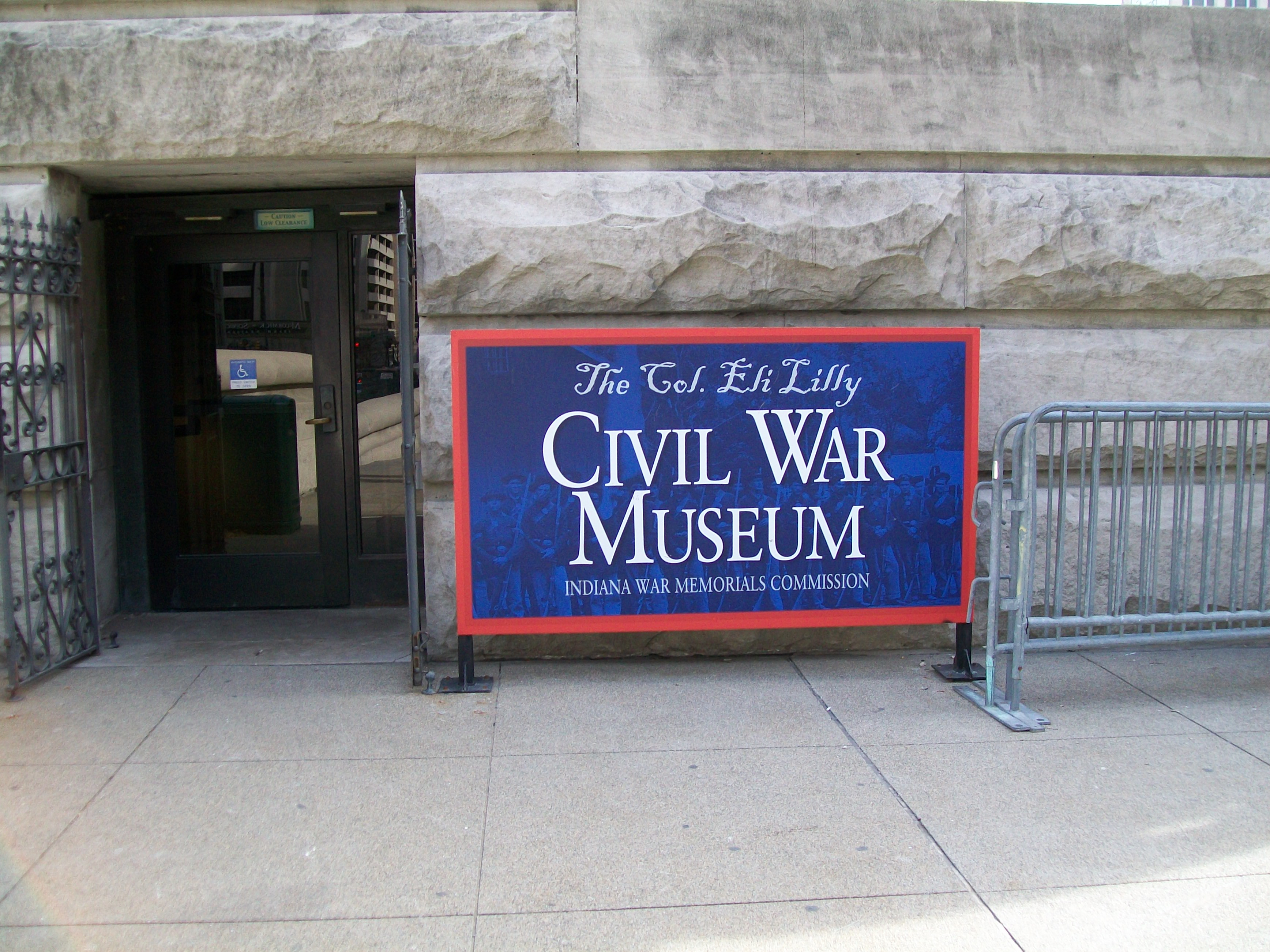
Museo de la Guerra de Secesión Eli Lilly.

Sus amigos a menudo lo impulsaban a buscar un cargo político, incluso intentaron proponerlo como candidato a gobernador de Indiana por el Partido Republicano en 1896, pero los rechazó. Evitó la política y en cambio quiso enfocar su atención en sus organizaciones filantrópicas. Sin embargo, hizo donaciones sustanciales y apoyó a candidatos políticos que colaboraban en sus causas. Fue amigo del exgobernador Oliver P. Morton, que le sugirió usar su Club del Comercio para abogar por la creación de un memorial para los muchos veteranos de la Guerra de Secesión originarios de Indiana. Aceptó la sugerencia y comenzó a recolectar fondos para construir el Monumento de los Soldados y Marinos de Indiana, cuya construcción comenzó en 1888, aunque no fue completada hasta 1901. El interior del monumento aloja un museo que más tarde fue nombrado Museo de la Guerra de Secesión Coronel Eli Lilly en su honor.
Fue un ávido pescador y construyó una casita de campo junto al lago Wawasee en 1887, donde había disfrutado de vacaciones con regularidad desde 1880. En 1892, construyó The Wawasee Inn en el lago. El sitio se convirtió en un refugio familiar y más tarde su nieto ampliaría la construcción. También poseía una amplia residencia en Tennessee Street en Indianápolis, donde pasaba la mayor parte del tiempo. En 1897 desarrolló un cáncer y falleció en su casa el 6 de junio de 1898. Su féretro fue expuesto el 9 de junio y miles de personas acudieron a presentar sus respetos. Fue sepultado en el Crown Hill Cemetery de Indianápolis.

## Legado

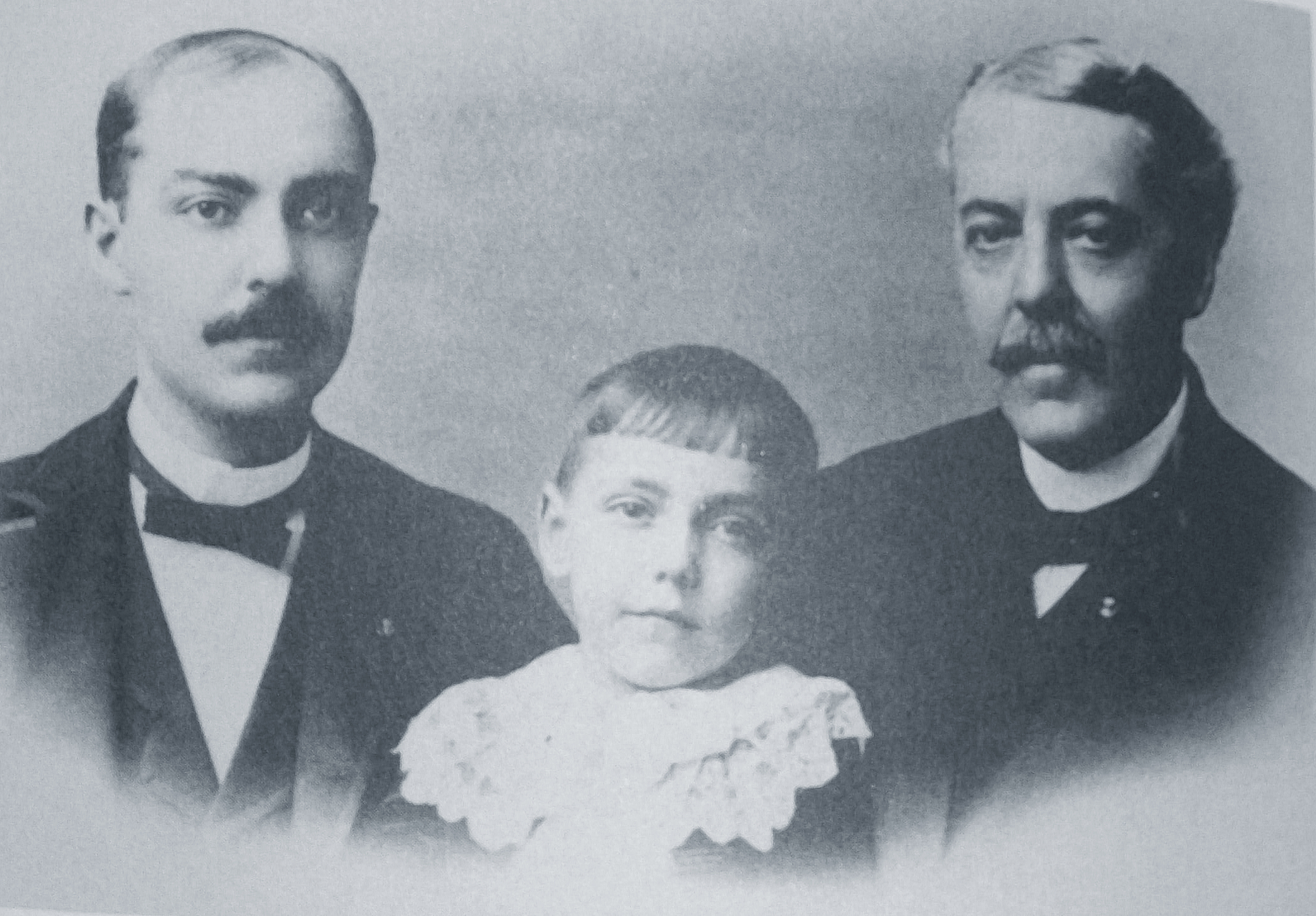
El coronel Eli Lilly, Josiah Kirby Lilly Sr. y Eli Lilly Jr. en 1895.

Hacia 1898, la empresa de Lilly tenía una cadena de producción de 2005 artículos diferentes y ventas anuales de más de 300 000 dólares —equivalente a 7 658 400 dólares en 2009—. Josiah Lilly heredó la empresa después de la muerte de su padre y siguió haciéndola crecer antes de heredársela a sus propios hijos, Eli Lilly y Josiah K. Lilly Jr. Los tres continuaron con la práctica filantrópica y más tarde establecieron The Lilly Endowment, que se convirtió en la fundación filantrópica más grande del mundo en términos de activos y donaciones en 1998. Desde entonces ha sido superada pero todavía permanece en los diez primeros lugares. La empresa desempeñó un importante papel en la entrega de medicinas a las víctimas del devastador terremoto de San Francisco de 1906. Eli Lilly and Company se ha convertido en una de las compañías farmacéuticas más grandes a nivel mundial y bajo las órdenes del nieto de Eli Lilly ha desarrollado muchas innovaciones, que incluyen la investigación y el desarrollo de la insulina durante los años 1920, la fabricación en serie de penicilina durante los años 1940 y la promoción de avances en la producción en serie de medicamentos. La introducción de novedades ha continuado en la empresa después de que se convirtió en una corporación que cotizaba en la bolsa de valores en 1952, desarrollaron Humulin, Merthiolate, Prozac y muchos otros medicamentos. Según Forbes, Eli Lilly and Company en 2007 era la empresa 229 entre las más grandes del mundo y la 152 en los Estados Unidos, con un valor de 17 mil millones de dólares. Es la corporación más grande y también el mayor benefactor del estado de Indiana.
Las mayores contribuciones de Eli Lilly fueron la creación estandarizada y metódica de medicamentos, su dedicación a la investigación y desarrollo, además del valor real de las medicinas que creó. Fue promotor de la industria farmacéutica moderna, muchas de sus innovaciones más tarde se convirtieron en práctica común. Sus reformas éticas, en un comercio que estaba marcado por la extravagante proclamación de medicamentos milagrosos, comenzaron un período de rápido avance en el desarrollo de medicamentos. Durante su vida abogó por la regulación federal sobre los medicamentos y su hijo siguió con aquella propuesta después de su muerte.
El Museo Coronel Eli Lilly de la Guerra de Secesión está localizado debajo del Monumento de los Soldados y Marinos en Indianápolis y es llamado así en su honor. Abrió en octubre de 1999 y expone objetos relacionados con Indiana durante el período de la Guerra Civil y de la guerra en general.